# Kyle Hunter
Kyle Hunter (* 31. Mai 1973 in Brantford) ist ein kanadischer Badmintonspieler. 

## Karriere
Kyle Hunter gewann bei den Panamerikanischen Spielen 2003 jeweils Bronze im Herreneinzel und im Herrendoppel mit Mike Beres. Im gleichen Jahr siegte er bei den kanadischen Einzelmeisterschaften im Herrendoppel mit Beres. Im neuen Jahrtausend wechselte er in den Funktionärsstab des kanadischen Verbandes.

## Sportliche Erfolge
| Saison | Veranstaltung                 | Disziplin    | Platz | Name                     |
| ------ | ----------------------------- | ------------ | ----- | ------------------------ |
| 2003   | Panamerikanische Spiele       | Herreneinzel | 3     | Kyle Hunter              |
| 2003   | Panamerikanische Spiele       | Herrendoppel | 3     | Mike Beres / Kyle Hunter |
| 2003   | Kanada: Einzelmeisterschaften | Herrendoppel | 1     | Mike Beres / Kyle Hunter |